# David J. Bottjer
David John Bottjer (* 3. Oktober 1951 in New York City, New York) ist ein US-amerikanischer Paläontologe. Sein Forschungsschwerpunkt ist die evolutionäre Paläoökologie.

## Leben
1973 erlangte Bottjer seinen Bachelor of Science am Haverford College. 1976 wurde er zum Master of Arts an der Binghamton University, Binghamton, New York graduiert. 1978 wurde er mit der Dissertation Paleoecology, ichnology, and depositional environments of Upper Cretaceous chalks (Annona Formation; chalk member of Saratoga Formation), southwestern Arkansas an der Indiana University zum Ph.D. promoviert. Von 1978 bis 1979 war er Mitglied beim National Research Council des United States Geological Survey. 1979 war er Wissenschaftlicher Mitarbeiter am Natural History Museum of Los Angeles County. Von 1979 bis 1991 war er zunächst Assistenzprofessor und anschließend außerordentlicher Professor an der Abteilung für Geowissenschaften an der University of Southern California. 1986 arbeitete er als Gastwissenschaftler beim Field Museum of Natural History in Chicago. Von 1989 bis 1996 war er Herausgeber des Journals Palaios der Society for Sedimentary Geology. Seit 1990 ist er Mitherausgeber der Buchreihe Critical Moments and Perspectives in Paleobiology and Earth History beim Verlag Columbia University Press. Seit 1991 ist er Vorsitzender der Abteilung für Geowissenschaften an der University of Southern California. Im Jahr 2000 war er President-Elect für die Abteilung Pazifikküste der Society for Sedimentary Geology. Seit dem Jahr 2000 ist er Chefredakteur des Journals Palaeogeography, Palaeoclimatology, Palaeoecology beim Verlag Elsevier. Seit 2003 ist er Professor in der Abteilung für Biologie an der University of Southern California. Bottjer ist Mitglied in der Society for Sedimentary Geology, in der Paleontological Society, wo er von 2005 bis 2007 Präsident war, in der Geological Society of America, in der American Association for the Advancement of Science, in der International Paleontological Association, in der Paleontological Research Institution und in der Geological Society of London. 
Bottjers Arbeit konzentriert sich auf paläoökologische und paläobiologische Tendenzen bei den marinen Vielzellern während des Phanerozoikum, auf die Bioturbation in marinen Sedimentationsumgebungen sowie auf die Stratigraphie und die Paläoumgebungen von Sedimentgesteinen.
1986 stellte Bottjer gemeinsam mit Mary L. Droser den Spurengefügeindex (Ichnofabric index) auf. Bei dieser Methode werden die Stufen der Bioturbation im Sedimentgestein quantifiziert. Es handelt sich um die Einstufung der Menge der Spurenfossilien-Aktivität auf einer Skala von 1 bis 6. Ein Wert von 1 bedeutet das völlige Fehlen der Bioturbation, während der höchste Grad eine Schichtfläche von über 60 Prozent Spurenfossilien enthält.
Im Jahr 2006 wirkte Bottjer in der Dokumentation Flock of Dodos: The Evolution-Intelligent Design Circus von Randy Olson mit.

## Auszeichnungen
1999 wurde Bottjer zum Fellow der American Association for the Advancement of Science gewählt. Im Jahr 2014 erhielt er die Raymond C. Moore Medal for Paleontology der Society for Sedimentary Geology und 2019 die Paleontological Society Medal. Für 2022 wurde Bottjer die William H. Twenhofel Medal zugesprochen.

## Schriften (Auswahl)
- 1987: New Concepts in the Use of Biogenic Sedimentary Structures for Paleoenvironmental Interpretation: Volume and Guidebook
- 2000: Evolutionary Paleoecology (mit Warron Allmon)
- 2001: Exceptional Fossil Preservation (mit Walter Etter, James W. Hagadorn und Carol M. Tang)
- 2012: Taphonomy: Process and Bias Through Time (Topics in Geobiology)
- 2016: Paleoecology: Past, Present and Future